# Dunkeriana borneensis
Dunkeriana borneensis – gatunek kosarza z podrzędu Laniatores i rodziny Assamiidae.

## Występowanie
Gatunek występuje na Borneo.